# Ягун Віктор Миколайович
Ві́ктор Микола́йович Ягу́н (нар. 5 серпня 1970, Теленешти, Республіка Молдова) — український військовий і громадський діяч, генерал-майор Служби безпеки України, колишній заступник Голови СБ України (з березня 2014 по червень 2015 року).

## Життєпис
Народився у Молдавській РСР, за національністю українець.
1977—1987 — навчався у Теленештській російській середній школі № 2.
1987—1992 — навчався на лісогосподарському факультеті Львівського лісотехнічного інституту
З 1988 активно включився у громадсько-політичний рух за незалежність України.
З початку 1989 — голова Студентського Братства Львівського лісотехнічного інституту.
З грудня 1989 став членом Української Гельсінської Спілки (УГС).
У жовтні 1990 став одним з організаторів та активних учасників студентського голодування («Революція на граніті»), що відбулося в Києві. Протести завершилися підписанням постанови Верховної Ради УРСР, яка гарантувала виконання вимог учасників протесту.
З червня 1992 по лютий 1994;— працював за основним фахом у лісовому та мисливському господарстві на території Львівської області.
Член Київського міського осередку Спілки української молоді в Україні.
1992 — за рекомендацією громадсько-політичних сил Львівщини подав документи для зарахування на військову службу в СБ України.
5 грудня 2013 року окремим наказом тодішнього голови СБ України О. Якименка був звільнений із посади та виведений поза штат співробітників Служби з вимогою до безпосереднього керівництва негайного оформлення документів на звільнення з військової служби (без права на пенсію та поновлення). Формальним приводом для появи наказу стала зафіксована напередодні Внутрішньою безпекою Служби зустріч з одним із лідерів «Правого сектора» Миколою Карпюком.
Взяв активну участь у Революції гідності (листопад 2013 — лютий 2014 років), формально входив до негласного складу відділу спеціальних завдань (контррозвідка) Самооборони Майдану під керівництвом Андрія Парубія.
У лютому 2014 року під керівництвом Валентина Наливайченка активно включився в роботу з відновлення діяльності фактично розгромленої попередніми керівниками спецслужби України.
Член політради партії Валентина Наливайченка «Справедливість», радник голови партії з питань національної безпеки..

## Діяльність у сфері національної безпеки
З вересня 1994 призваний на військову службу до Служби безпеки України.
З вересня 1994 по лютий 1996 навчався в Інституті підготовки кадрів Академії СБ України (з відзнакою здобув другу вищу освіту за спеціальністю «правознавство»). З березня 1996 року по червень 2002 — служба на оперативних і керівних посадах в Управлінні СБ України у Львівській області.
З липня 2002 року по вересень 2015 — служба у Центральному управлінні СБ України.
У грудні 2005 року за сприяння Єгипетського фонду технічної співпраці з країнами СНД навчався на курсах «Управління безпекою в кризовій ситуації» при Поліцейський академії Арабської Республіки Єгипет.
З 24 березня 2014 по 19 червня 2015 — заступник Голови Служби безпеки України, генерал-майор.
На початку війни на сході України під час виконання бойового завдання у складі об'єднаної групи силових і правоохоронних структур України з визволення міста Слов'янська 13 квітня 2014 потрапив у засідку російських найманців, якими керував Ігор Гіркін (Стрелков). У ході першого бойового зіткнення українських силовиків із терористами на території нашої держави загинув капітан СБУ Геннадій Біліченко (зазнав три кульові поранення, несумісні з життям). Це був перший в історії незалежної України випадок загибелі співробітника спецпідрозділу СБУ «Альфа» не від рук кримінальних елементів, а в бою з представниками спецслужб іноземної держави.
На посаді заступника Голови СБ України керував здобуттям оперативними підрозділами Служби та оприлюдненням беззаперечних доказів участі військовослужбовців Російської Федерації у воєнних діях на території України та функціонування під патронатом спецслужб Росії центрів вербування найманців і підготовки диверсантів для дестабілізації ситуації та підтримки терористів в Україні. Здобуто дані про наявність на території РФ, зокрема у містах Пскові, Таганрозі, Шахти (Ростовської області), селі Молькіно Краснодарського краю та в Московській області центрів підготовки диверсійних груп для вчинення терористичних актів і диверсій, збройних нападів на українських військовослужбовців та мирне населення.
За результатами діяльності контррозвідки СБ України під кураторством Ягуна було закладено початок боротьби зі спецслужбами РФ та підконтрольними їм незаконними воєнізованими угрупованнями сепаратистів, посилено контррозвідувальний режим у державі і в першу чергу в зоні проведення АТО, відновлено боєздатність підрозділів контррозвідки СБ України, у тому числі військової контррозвідки, відвернено і недопущено безліч терористичних актів у великих містах країни, значно знижено терористичну загрозу в цілому по Україні.

## Нагороди
3 грудня 2024 року нагороджений предстоятелем Православної церкви України митрополитом Епіфанієм орденом Архистратига Михаїла ІІ ступеня.

## Сім'я
Дружина — вчителька англійської мови в початкових класах однієї із загальноосвітніх шкіл міста Києва.
Родина має троє дітей: два сини 1997 і 2011 р. н. та донька 1999 р. н.